# Oberboihingen
Oberboihingen è un comune tedesco di 5 385 abitanti, situato nel land del Baden-Württemberg.